# Ӊ
Ӊ, ӊ е буква от кирилицата. Обозначава беззвучната венечна носова съгласна /n̥/. При отразяване в Международната фонетична азбука, към буквата /n/ се прибавя диакритическият знак за беззвучност / ̥ /. Въпросният знак не трябва да се бърка с „долното мостче“ / ̪ /, използвано при разграничаване на зъбни от венечни и задвенечни съгласни. Използва се килдинския диалект на саамския език, където е 21-вата буква от азбуката. Буквата Ӊ произлиза от кирилското Н, на което е добавена опашка. Не бива да се бърка с наподобяващата я кирилска буква Ң.

## Кодове
| Буква  | Уникод |
| ------ | ------ |
| Главна | U+04C9 |
| Малка  | U+04CA |

В други кодировки буквата Ӊ отсъства.